# Custer (poemat Elli Wheeler Wilcox)

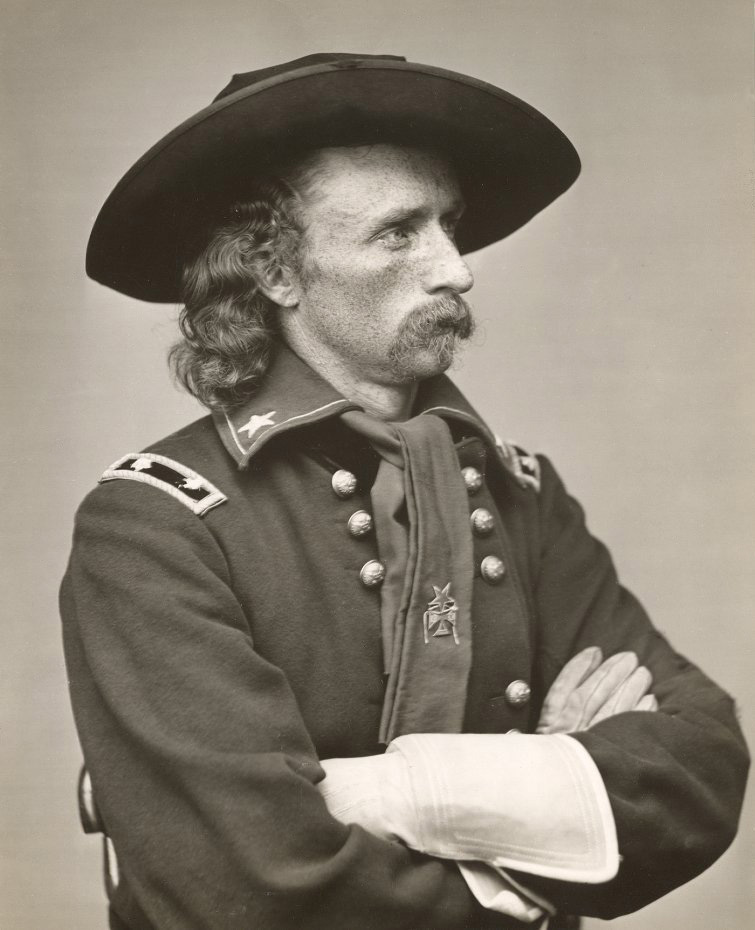
George Armstrong Custer (1839-1876)

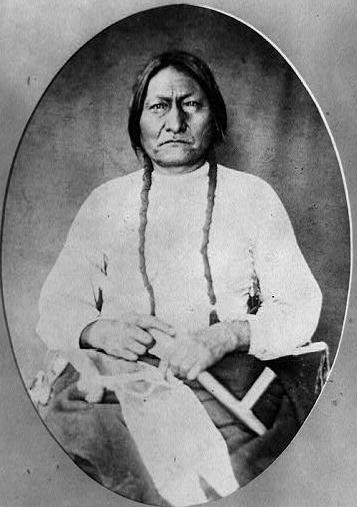
Tatanka Yotanka (Siedzący Byk), dowódca połączonych indiańskich plemion w bitwie nad Little Bighorn

Plan bitwy nad Little Bighorn

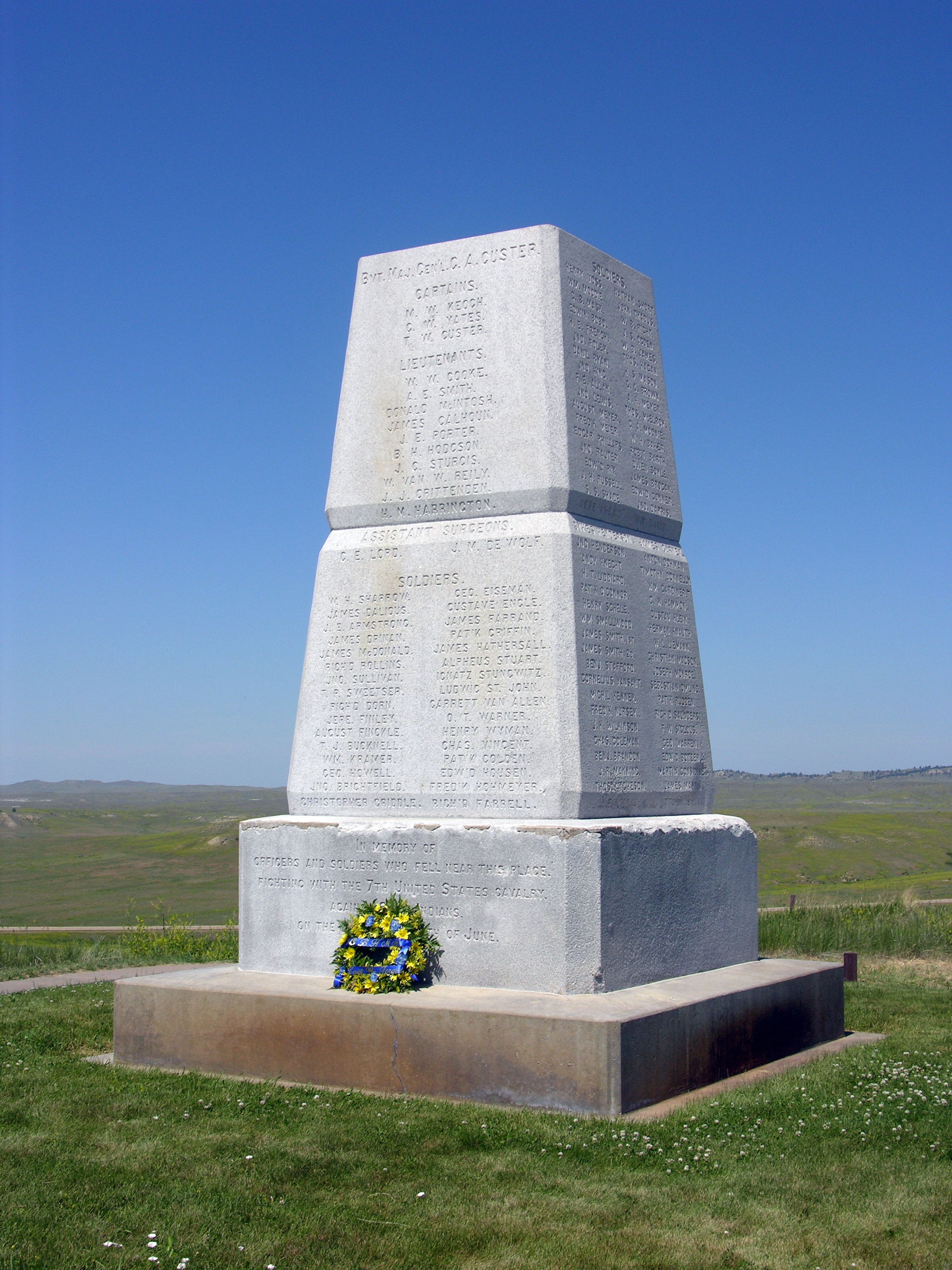
Mauzoleum żołnierzy Custera nad Little Bighorn

Custer – poemat amerykańskiej poetki Elli Wheeler Wilcox opublikowany w tomie Custer, and Other Poems, wydanym w 1896. 

## Charakterystyka ogólna
Utwór jest próbą stworzenia dzieła epickiego opartego na najnowszej historii Stanów Zjednoczonych. Jego bohaterem jest generał George Armstrong Custer, który wyprawił się na tereny zajmowane przez Indian i zginął wraz z całym swoim oddziałem, liczącym 210 żołnierzy, w bitwie nad Little Bighorn, która rozegrała się 25 czerwca 1876. Przeciwnikiem Custera był wódz Tatanka Yotanka, czyli Siedzący Byk (ang. Sitting Bull). Custer stał się natychmiast postacią emblematyczną. Był traktowany jak bohater i męczennik. W dalszym ciągu dla wielu Amerykanów jest symbolem odwagi i poświęcenia się dla ojczyzny. Jego ostatnia bitwa przeszła do historii i legendy. Utwór Elli Wheeler Wilcox tę legendę współtworzył. Został ukształtowany według klasycznych wzorów. Poetka nawiązuje do tradycji wielkiej epiki europejskiej, wspominając wojnę trojańską i jej największego herosa, Achillesa.

## Forma
Poemat został napisany przy użyciu strofy ośmiowersowej rymowanej parzyście (aabbccdd). W roli metrum wystąpił standardowy pentametr jambiczny, czyli sylabotoniczny dziesięciozgłoskowiec.
All valor died not on the plains of Troy.
Awake, my Muse, awake! be thine the joy
To sing of deeds as dauntless and as brave
As e'er lent luster to a warrior's grave.
Sing of that noble soldier, nobler man,
Dear to the heart of each American.
Sound forth his praise from sea to listening sea -
Greece her Achilles claimed, immortal Custer, we.
Utwór jest podzielony na trzy księgi i składa się z 107 zwrotek.